# Johannes Hohlfeld
Johannes Hohlfeld (* 1. Januar 1888 in Reichenbrand; † 21. April 1950 in Leipzig) war ein  deutscher Genealoge und Historiker.

## Leben
Johannes Hohlfeld wurde als Sohn des Diakons Richard Johannes Hohlfeld und dessen Ehefrau Ida Kathinka, geb. Meißner geboren. Nach dessen Geburt zog die Familie im Jahre 1888 nach Elstertrebnitz, wo der Vater eine Stelle als Pfarrer bekam, welche er bis 1912 innehatte. Johannes Hohlfeld besuchte von 1899 bis 1907 das König-Albert-Gymnasium in Leipzig und studierte ab 1908 an der Universität Leipzig und in Wien Geschichtswissenschaften, Germanische und Klassische Philologie und promovierte 1911 zum Thema „Stadtrechnungen als historische Quellen. Ein Beitrag zur Quellenkunde des ausgehenden Mittelalters. Dargelegt an dem Beispiele der Pegauer Stadtrechnungen des 14./15. Jahrhunderts“. Während seines Studiums wurde er 1907 Mitglied der Sängerschaft Arion-Altpreußen. Am 1. Januar 1912 wurde er Assistent der „Zentralstelle für Deutsche Personen- und Familiengeschichte“ in Leipzig, der er von 1924 bis zu seinem Tode 1950 als Geschäftsführer vorstand. Noch heute besteht diese Einrichtung als Deutsche Zentralstelle für Genealogie. Zudem war er Mitarbeiter des Leipziger Verlages Bibliographisches Institut, dessen Festschrift zum hundertjährigen Bestehen er 1926 verfasste.

## Leistungen
Unter den schwierigen Bedingungen einer verflachenden „Sippenforschung“ der Nationalsozialisten hielt Johannes Hohlfeld an einer wissenschaftlichen Genealogie fest. Das Reichssippenamt legte eine Akte über „Zweifel an der nationalsozialistischen Gesinnung von Dr. Johannes Hohlfeld“ an. Das NS-Regime unterband 1934 die Neuauflage seiner missliebigen „Deutschen Reichsgeschichte in Dokumenten“.
Nach einer kurzen Pause schwenkte Hohlfeld um und biederte sich bei den Nazis an. Als Beweis sei hier ein zeitgenössisches Dokument zitiert:
„Hohlfeld, der noch im Herbst des Jahres 1932 im staatsparteilichen Lager stand, hat, der Konjunktur der nationalsozialistischen Revolution Rechnung tragend, die er »mit heißem Herzen miterlebte« (Bd. 3, S. V), in dem unter dem Pseudonym: 'Johann von Reichenbrand' erschienenen Werke: »Zwanzig Jahre deutsches Ringen« <1932> eine deutsche Geschichte von 1914 bis 1933 geschrieben. Hier erfährt indessen die NSDAP eine wesentlich andere Beurteilung als in seiner »Geschichte des Deutschen Reiches« (1926), wo er ihr »eine rein negative, ätzende Kritik alles Bestehenden, einen gedankenarmen Antisemitismus« vorwarf (S. 751). Jetzt ist aus dem »zugewanderten österreichischen Demagogen Adolf  Hitler« der »geschichtlich berufene Führer des neuen Deutschlands« (S. 244) geworden. Wenn Hohlfeld in der Einleitung (S. VII) den Geschichtsschreiber »einen rückwärts gewendeten Propheten« nennt, so kann das aber keinesfalls bedeuten, daß die Beurteilung historischer Ereignisse wie hier von Konjunkturgesichtspunkten aus erfolgen darf.“

## Veröffentlichungen (Auswahl)
- Geschichte des Deutschen Reiches 1871–1924. Hirzel, Leipzig 1924 (2., ergänzte Auflage. ebenda 1926, als: Geschichte des Deutschen Reiches. 1871–1926.).
- Das Bibliographische Institut. Festschrift zu seiner Jahrhundertfeier. Bibliographisches Institut, Leipzig 1926.
- Aus Joseph Meyers Wanderjahren. Eine Lebensepisode in Briefen. London 1817–1820. Zur Hundertjahrfeier des Bibliographischen Instituts. Bibliographisches Institut, Leipzig 1926.
- Genealogie und völkische Frage. In: Vierteljahrsschrift für Politik und Geschichte. Bd. 2, 1929, ZDB-ID 508957-8, S. 131–137.
- Hundert Jahre Verein der Buchhändler zu Leipzig. Festschrift aus Anlaß des hundertjährigen Bestehens des Vereins der Buchhändler zu Leipzig. Verlag des Vereins der Buchhändler, Leipzig 1933.
- Leipziger Geschlechter. Stammtafeln, Ahnentafeln und Nachfahrentafeln. 3 Bände. Zentralstelle für deutsche Personen- und Familiengeschichte, Leipzig 1933–1939.
- als Herausgeber mit Karl Steinmüller und Friedrich Wecken: Deutsche Ahnentafeln. Band 6: als Herausgeber: Deutsche Stammtafeln (= Stamm- und Ahnentafelwerk der Zentralstelle für Deutsche Personen- und Familiengeschichte. Bd. 16, ZDB-ID 1020455-6). Zentralstelle für deutsche Personen- und Familiengeschichte, Leipzig 1938.
- Das Geschlecht Oldenburg zur Oldenburg und die Münchener Verlegerfamilie Oldenbourg. Eine Familienchronik über 4 Jahrhunderte. R. Oldenbourg, München 1940.
- Von der Genealogie zur Sippenkunde. Ein geistesgeschichtlicher Wandel in Deutschland. In: Familiengeschichtliche Blätter. Bd. 42, 1944, ZDB-ID 124255-6, Sp. 1–8.
- Die deutsche Revolution 1848/49. Grundlagen, Verlauf, Untergang, Fortwirkung. Wunderlich, Leipzig 1948